# Семёнов, Александр Фёдорович
Алекса́ндр Фёдорович Семёнов (7 апреля 1912, Заболотье, Тверская губерния — 13 февраля 1979, Москва) — советский военный лётчик-истребитель, заместитель командира эскадрильи 7-го истребительного авиационного полка 59-й истребительной авиационной бригады 7-й армии Северо-Западного фронта. Герой Советского Союза (1940), генерал-лейтенант авиации (25.05.1959).

## Биография
Александр Фёдорович Семёнов родился 7 апреля 1912 года в деревне Заболотье Тверской губернии (ныне — в Калининском районе Тверской области) в семье русского крестьянина. Окончив восьмилетнюю школу, Семёнов в 1927 году поступил в школу фабрично-заводского ученичества при Калининской фабрике имени Вагжанова и получил профессию слесаря.
С 1932-го года Семёнов проживал в Москве, где работал на фабрике «Пролетарская мануфактура» и учился в Государственном центральном институте физической культуры.
В 1933-м году был призван в Красную Армию и направлен на обучение в Харьковскую военную авиационную школу лётчиков.
С 1936-го года Семёнов служил младшим лётчиком в 107-й истребительной авиаэскадрилье 83-й истребительной авиабригады Белорусского военного округа.
С декабря 1937 года по август 1938 года находился в Испании с целью оказания помощи республиканским силам в гражданской войне. Служил в эскадрилье под командованием Александра Ивановича Гусева и принимал участие в боевых действиях в районах Валенсии и Теруэля.
В 1938 году получил серьёзную травму руки при аварии самолёта, но после лечения вернулся в эскадрилью. Совершил 30 боевых вылетов, лично сбил 1 вражеский самолёт и 3 — в группе, за что 14 ноября 1938 года был награждён первым орденом Красного Знамени.
В ноябре 1939 — марте 1940 года Семёнов служил в должности заместителя командира эскадрильи 7-го истребительного авиаполка 59-й истребительной авиационной бригады. В её составе Семёнов участвовал в прикрытии штурмовых и бомбардировочных операций советской авиации во время советско-финской войны. Совершил 75 боевых вылетов, лично сбил 2 самолёта противника и 2 — в группе.
15 января 1940 года Семёнов был награждён вторым орденом Красного Знамени, а 21 марта удостоен звания Героя Советского Союза с вручением ордена Ленина и медали «Золотая Звезда» (№ 281).
В 1940 — 1941 годах Семёнов проходил обучение в Военно-воздушной академии РККА имени профессора Н. Е. Жуковского.

### Участие в Великой Отечественной войне
С первого дня Великой Отечественной войны Александр Семёнов находился в действующей армии. До 20 августа 1941 года Семёнов командовал Отдельной истребительной авиационной эскадрильей, в августе — декабре 1941 года являлся командиром эскадрильи и заместителем командира 180-го истребительного авиаполка. В воздушных боях на Западном фронте сбил 4 самолёта противника.
С конца 1941 года по май 1942 года учился на Высших офицерских курсах, после чего был направлен в Инспекцию ВВС РККА, где отвечал за военную подготовку 434-го истребительного авиаполка. По окончании курсов вернулся в свой полк и принимал участие в боях на Сталинградском направлении; после тяжёлого ранения командира полка И. И. Клещёва с 19 сентября по 9 октября 1942 года являлся исполняющим обязанности командира полка.
С октября 1942 года Семёнов продолжил службу инспектором Главного управления боевой подготовки Военно-воздушных сил. Ежемесячно более трёх недель находился в авиационных частях, проводил показательные занятия, организовывал учебно-тренировочные полёты, осуществлял разбор боевых вылетов. Принимал участие в испытаниях новых образцов самолётов и вооружения, разработке инструкций и руководств по их боевому применению.
В феврале 1944 года Александр Семёнов был назначен командиром 32-го гвардейского истребительного авиационного полка, а с апреля 1944 года являлся заместителем командира 3-й гвардейской истребительной авиационной дивизии. С ноября 1944 года и до конца войны командовал 322-й истребительной авиационной дивизией, лётчиками которой в боях над Силезией, Берлином и Прагой было сделано 4369 вылетов и уничтожено 152 самолёта Люфтваффе.
За время Великой Отечественной войны подполковник Семёнов совершил 240 боевых вылетов (последний — 2 мая 1945 года), в 65 воздушных боях лично сбил 7 и уничтожил в группе 12 самолётов противника. За личное мужество и умелое руководство был награждён вторым орденом Ленина,  орденами Красного Знамени, орденом Кутузова 2-й степени, орденом Богдана Хмельницкого 2-й степени, орденом Отечественной войны 1-й степени, медалями, а также пять раз персонально упомянут в благодарственных в приказах Верховного Главнокомандующего.

### После войны

Могила Семёнова на Кунцевском кладбище Москвы

После войны в декабре 1945 года полковник  Семёнов расформировал дивизию, передал ее части в соединения 2-й воздушной армии и в феврале 1946 года вступил в командование 245-й истребительной авиационной Порт-Артурской дивизией, базировавшейся в городе Дальний на Квантунском полуострове. С декабря 1947 по декабрь 1949 года учился в Военной академии им. К. Е. Ворошилова, по окончании которой командовал 36-м истребительным авиакорпусом ПВО. С сентября 1951 года был помощником командующего 32-й воздушной истребительной армией ПВО. С марта 1952 года помощник Главного руководителя по летной подготовке Главного руководства по организации воздушной обороне стран народной демократии. В мае 1951 года назначен зам. командующего по Отдельной механизированной армии. С августа по декабрь 1954 года состоял в распоряжении Главкома ВВС, затем был назначен пом. командующего ПриВО. С апреля 1955 года генерал-лейтенант авиации  Семёнов занимал должности генерал-инспектора истребительной авиации и радиотехнической службы Инспекторской группы по ПВО народной демократии при главкоме страны, с сентября 1956 года — 1-го заместителя командующего 54-й воздушной истребительной армией Московского округа с августа 1958 года — зам. командующего истребительной авиацией ПВО страны. В декабре 1960 года  назначен командующим авиацией Бакинского округа ПВО. С января 1962 года генерал-инспектор фронтовой истребительной авиации Инспекции ВВС Главной инспекции МО СССР. 20 марта 1970 года генерал-лейтенант авиации  Семёнов уволен в запас.
Проживал в Москве. Мемуары Семёнова были опубликованы в книгах «На взлёте» и «Эскадрилья „Монгольский Арат“».
13 февраля 1979 года Александр Фёдорович Семёнов скончался, похоронен на Кунцевском кладбище. Могила А. Ф. Семёнова включена в Государственный список памятников истории и культуры города Москвы.

## Награды
СССР
- Медаль «Золотая Звезда» Героя Советского Союза №  281 (21.03.1940).
- два ордена Ленина (21.03.1940,  30.11.1941)
- четыре ордена Красного Знамени (14.11.1938,  15.1.1940,  06.11.1941, 03.11.1953[6])
- орден Кутузова II степени (06.04.1945)
- орден Богдана Хмельницкого II степени (25.05.1945)
- орден Отечественной войны I степени (25.03.1944)
- орден Красной Звезды (20.06.1949)[6]

медали в том числе:
- - «За боевые заслуги» (03.11.1944)[6]
  - «За оборону Москвы»
  - «За оборону Сталинграда»
  - «За победу над Германией в Великой Отечественной войне 1941—1945 гг.»
  - «За взятие Берлина»
  - «За освобождение Праги»
  - «Ветеран Вооружённых Сил СССР»

Приказы (благодарности) Верховного Главнокомандующего в которых отмечен А. Ф. Семёнов.
- За овладение городом и железнодорожной станцией Пиотркув (Петроков) — важным узлом коммуникаций и опорным пунктом обороны немцев на лодзинском направлении. 18 января 1945 года. № 227.
- За овладение городами Лигниц, Штейнау, Любен, Гайнау, Ноймаркт и Кант – важными узлами коммуникаций и мощными опорными пунктами обороны немцев на западном берегу Одера. 11 февраля 1945 года. № 273.
- За овладение на территории немецкой Силезии городом Грюнберг и в провинции Вранденбург городами Зоммерфельд и Зорау – важными узлами коммуникаций и мощными опорными пунктами обороны немцев. 15 февраля 1945 года. № 281.
- За овладение  городом и важным железнодорожным узлом Зволен – сильным опорным пунктом обороны немцев на реке Грон. 14 марта 1945 года. № 301.
- За овладение  в Чехословакии городом Банска-Бистрица – важным узлом дорог и сильным опорным пунктом обороны немцев. 26 марта 1945 года. № 310.

Других государств
- Орден Красного Знамени (Монголия)